# Altirin
Altirin (Altirhinus) – rodzaj roślinożernego dinozaura z nadrodziny hadrozauroidów (Hadrosauroidea). Nazwa jedynego gatunku rodzaju, Altirhinus kurzanovi, oznacza „wysoki pysk Kurzanowa” – na cześć rosyjskiego paleontologa Siergieja Kurzanowa.
Żył w epoce wczesnej kredy (ok. 120–100 mln lat temu) na terenach centralnej Azji. Długość ciała ok. 8 m, wysokość ok. 3,5 m, masa ok. 4 t. Jego szczątki znaleziono w Mongolii.
Posiadał wielkie nozdrza przed pyskiem. Prawdopodobnie znajdował się tam worek rezonansowy, który umożliwiał komunikację z innymi osobnikami oraz popisy godowe.